# WASP-12b
WASP-12b는 SuperWASP 프로젝트를 통해, 통과 현상을 통하여 발견된 외계 행성이다. 이 행성의 어머니 항성은 지구에서 약 840광년 떨어져 있는 WASP-12이며, 발견일자는 2008년 4월 1일이다. 이 행성의 반지름은 목성의 1.76배 수준이다.

## 물리적 특징
WASP-12b의 질량은 목성의 1.5배이며 반지름은 1.76배이다. 질량에 비해 반지름이 큰 이유는 어머니 항성과 가까이 붙어 있기 때문에 상층부 대기가 가열되어 팽창한 상태이기 때문이다. 항성과 WASP-12b의 거리는 약 0.02 천문단위(340만 킬로미터)로 지구와 태양 사이 거리의 50분의 1에 불과하며, 여기서 도출되는 공전주기는 1.09일이다. 극도로 가까운 거리 때문에 WASP-12b의 표면 온도는 2,250 켈빈이나 된다. 이는 질량 큰 갈색 왜성의 표면 온도에 버금갈 정도로 뜨거운 것이다. 종전에는 이처럼 가까운 곳에 행성이 존재하더라도 항성의 열기 때문에 행성이 증발할 것으로 보았으나, 2008년 10월 11일 WASP-12b가 이 가설을 깨는 한계 내를 공전하고 있음이 최종 확인되었다.

## 같이 보기
- TrES-2b
- BPM 37093

## 참고 문헌
1. 1 2 3  “가장 뜨겁고 빠른 행성, WASP-12b 발견”. 동아닷컴. 2008년 10월 18일. 2008년 10월 18일에 확인함.
2. ↑  “SuperWASP Wide Angle Search for Planets: The Planets”. 2012년 3월 21일에 원본 문서에서 보존된 문서. 2008년 9월 26일에 확인함.
3. 1 2  “Star-hugging planet is hottest and fastest found”. NewScientistSpace. 2008년 10월 14일. 2008년 10월 18일에 원본 문서에서 보존된 문서. 2008년 10월 18일에 확인함.